# Mammen Kirke
Mammen Kirke er en kirke i Mammen Sogn i det tidligere Middelsom Herred, Viborg Amt, nu Viborg Kommune. kor og skib, er opført i romansk tid af granitkvadre over skråkantsokkel. Byggeriet har tilknytning til Viborg Domkirke. Begge søjleportaler er bevaret, den sydlige tilmuret, den nordlige i brug. Sydportalen har dobbeltbue, søjlepar og to halvsøjler. Nordportalen har bueslag og dobbeltsøjler samt tympanon med dobbeltløver. I kirkens nordmur er bevaret fire romanske vinduer, som dog er noget omsat. Skibet blev forlænget mod vest i 1500-tallet. Kirken blev istandsat i 1885, hvor murene formodentlig er blevet noget omsat. Et våbenhus fra 1853 blev i 1964 erstattet af et våbenhus i tømmer og glas. Kirken har aldrig haft tårn. I våbenhuset står en romansk olielampe i granit samt et brudstykke af en sten med tegn. På olielampens sider ses i relief arkader og cirkler med kors (eller ansigter ?).
Skibet har fladt loft, koret har hvælv fra sengotisk tid. Korbuen er bevaret med profilerede kragsten, mod nord ses Korslam og rankeværk, mod syd ses en løve og rankeværk. Altertavlen er fra omkring 1600, i felterne ses malerier af Wenzel Tornøe. Prædikestolen er fra nyere tid. På en mankestol ses en kvindeskikkelse med svajet krop i byzantinsk stil. Den romanske døbefont af granit har glat kumme med tovsnoning øverst.

## Eksterne kilder og henvisninger
- Wikimedia Commons har flere filer relateret til Mammen Kirke
- Mammen Kirke Arkiveret 31. januar 2011 hos  Wayback Machine hos nordenskirker.dk
- Mammen Kirke hos KortTilKirken.dk